# Rosita Melo
Rosita Melo, née Clotilde Mela Rosa Luciano le 9 juillet 1897 à Montevideo et morte le 12 août 1981 à Buenos Aires, est une pianiste, compositrice et poétesse argentino-uruguayenne. Elle a notamment écrit la valse créole Desde el alma, pour laquelle elle est connue comme la première compositrice hispanique argentine reconnue dans le monde.

## Biographie
Rosita Melo est la fille cadette d'immigrés italiens Michele Mela et Rosa Luciano de Mela, originaires de Rionero in Vulture. Elle est baptisée à la cathédrale métropolitaine de Montevideo. La famille émigre en Argentine en 1900 où ils s'installent à Buenos Aires. Le 23 février 1922, elle épouse le poète et écrivain Victor Piuma Vélez, qui écrira les paroles de toutes ses compositions.
Après la mort de son mari en 1976, Rosita Melo est décédée à Buenos Aires le 12 août 1981 et a été enterrée au Rincón de las Personalidades (Coin des personnalités) du cimetière de la Chacarita. Ses deux filles y ont fait ériger un monument à sa mémoire.

## Influences musicales
Melo a fait preuve d'un grand talent pour la musique. À l'âge de quatre ans, elle jouait déjà du piano et commence ses études musicales à l'école primaire. Une fois à l'école primaire, elle n'a jamais abandonné ses études musicales. Elle a ensuite étudié le piano à Buenos Aires et est devenue professeur de piano et de concert au prestigieux conservatoire Thibaud-Piazzini.

## Œuvres

### Œuvre musicale
Tout au long de sa vie, elle a créé une œuvre qui comprend des tango, des valses classiques et créoles, des paso dobles, des polkas et des marches. Parmi ces œuvres, citons Oración, Tatita et Aquel entonces, ainsi que les valses Yo te adoro, Por el camino, Una lágrima para papá, Cuando de ti ya lejos et Aquellos catorce años. Elle a donné de nombreux concerts de musique classique et populaire dans différents centres culturels de Buenos Aires, remportant des médailles et des prix. Elle a été nommée représentante de la musique lors d'une cérémonie organisée au Théâtre Colón de Buenos Aires.

### Œuvre littéraire
Les poèmes de Rosita Melo sont publiés dans des journaux et des magazines culturels de son époque. Ses poèmes ont été publiés dans le livre Antología de poetas jóvenes aux côtés de ceux d'Alfonsina Storni et d'autres poètes contemporains célèbres.